# Sośnica Pomorska
Sośnica Pomorska – nieczynny przystanek osobowy w Sośnicy w Polsce, w województwie zachodniopomorskim, w powiecie drawskim, w gminie Wierzchowo dawnej linii kolejowej nr 416.